# The Antidote
The Antidote — альбом лондонского трип-хоп коллектива Morcheeba, вышел 9 мая 2005 года. Это пятый студийный альбом группы и первый с участием новой вокалистки Дейзи Марти.

## Стиль, отзывы критиков
Российский критик Дмитрий Бебенин в своей рецензии на альбом заявил, что «The Antidote имеет ровно столько же отношения к клубной электронике и трип-хопу, сколько к традициям британского фолк-рока и психоделики конца 60-х». Стиль диска он охарактеризовал как «психоделический поп», высоко оценив инструментальные партии и манеру пения Дейзи Марти.

## Список композиций
1. Wonders Never Cease (4:12)
2. Ten Men (4:13)
3. Everybody Loves a Loser (4:36)
4. Like a Military Coup (3:17)
5. Living Hell (5:51)
6. People Carrier (4:21)
7. Lighten Up (4:12)
8. Daylight Robbery (2:51)
9. Antidote (6:20)
10. God Bless and Goodbye (4:24)